# Софенское царство
Софе́нское царство или Цопк (грабар Copʻkʻ (Ծոփք), др.-греч. Σωφηνή) — государство эпохи эллинизма, располагавшееся между Великой Арменией и Сирией. Управляемое династией Оронтидов, царство было культурно смешанным, сочетая греческое, армянское, иранское, сирийское, анатолийское и римское влияние. Основанное около III века до н. э., царство сохраняло независимость до 95 г. до н. э., когда царь Арташесидов Тигран II завоевал территории, включив их в свою империю.  Софена была первым государством региона, начавшим чеканку собственной монеты.

## Географическое положение
Софена занимала юго-западную часть Армянского нагорья, где располагалось между реками Западный Евфрат (Карасу) и Западный Тигр.

## История
Армянское царство Софена (по-армянски: Цопк) возникло в III веке до н. э., в исторической области Армении — Цопани. До развала государства селевкидов, оно включая в себя Коммагену, образовывая с ней единое царство, правителями которого традиционно были выходцы из младшей ветви династии Ервандидов. Одним из первых царей объединённого государства упоминается Сам I (Самос, Самес), основавший на Ефрате город Самосату.
Изначально царство было зависимо от Империи Селевкидов, куда она входило как особая сатрапия, обязанная платить дань и выставлять войска, но управлялась она местными наследственными династами (царями), пользовалась внутренней самостоятельностью и временами совсем освобождалась от власти Селевкидов. В середине III века до н. э. в Софене правил преемник Сама I, царь Аршам (Арсам). Он был одним из первых армянских правителей начавший чеканить свою монету. На левом берегу притока Евфрата — реке Арацани, им был основан город Аршамашат (Арсамосату). Примерно в 240 году до н. э. Аршам попытался объявить себя независимым царём, однако не добившись своего он подчинился селевкидскому правительству. От Аршама трон унаследовал его сын Ксеркс. Придя к власти, Ксеркс отказался платить дань в казну Селевкидов. В ответ на это Антиох III осадил столицу Софены Аршамашат. В результате переговоров конфликт был урегулирован, Антиох, выдав за мятежного армянского царя свою сестру Антиохиду, простил тому долг, а Ксеркс, в свою очередь, признал власть селевкидов. Однако спустя какое-то время Антиохида убивает своего мужа Ксеркса и присоединяет Софенское царство к владениям своего брата.

### Основание новой царской династии
В 200 году до н. э., после того как Ксеркс был умерщвлён, Антиох назначил правителем Софены Зареха из династии Ервандидов. Вместе с тем селевкидский лидер, в Великой Армении на аналогичный пост назначил Арташеса. Несмотря на отсутствие точных доказательств, тот факт, что отец последнего также носил имя Зарех (Зариадр), возможно, что два армянских правителя были отцом и сыном. В 190 году до н. э., после поражения селевкидской армии в битве при Магнезии, государства Великая Армения и Софена приобрели независимость, а их цари Арташес и Зарех сделались основателями новых армянских династий Арташесидов и Шахуни (Шаhуни). В Апомейском мирном договоре от 188 года до н. э., закрепляющем победу римлян над селевкидами, сенат Рима признавал самостоятельность армянских царств. Таким образом, помимо признания независимости со стороны римлян, этот договор также стал первым юридическим контактом Армении с Римом. По-видимому примерно в это же время, отделившись от Софены, независимость получила и Коммагена, во всяком случае Диодором Сицилийским в 162 году до н. э. она уже упоминается как отдельное царство, предводителем которого являлся Птоломей. В обретших независимость армянских государствах существовал значительный слой свободного крестьянства, за счёт которого шло формирование армий, что, в конечно счёте, позволило армянским царям вести активную завоевательную политику. Со временем Великая Армения и Софена, захватывая ряд областей значительно расширили свои границы.
В 94 году до н. э. (или 95 году до н. э.) царь Великой Армении Тигран II захватил Софену и казнил её царя Ерванда V. После захвата и убийства царя, армянское царство Софены, став в составе другого армянского царства провинцией Софена (или Цопк), прекратило своё существование. Еркатакерт— одна из столиц Цопка. Страбон называл этот древнеармянский город «Каркафиокерта». Другие авторы упоминали его под названием Аркатиокерт. Город также был известен как «Епифания».

## Экономика
Царство отличалось своими плодородными землями — её центральную часть Полибий называет не иначе как «Прекрасной равниной». Из всех армянских областей Софена была наиболее вовлечённой в международную торговлю. По её территории проходило ответвление большого караванного пути, так называемая бывшая «царская дорога», тянущаяся из Малой Азии в Мидию, Парфию и Бактрию. К югу от Софены через северную Месопотамию проходила торговая дорога из Восточного Ирана через Селевкию в Антиохию. Все самые важные торговые связи Армении проходили через Софену, которая находилась в непосредственной близости от крупнейших торговых и культурных центров. В городах Софены велась оживлённая торговля, что, в свою очередь, послужило тому, что в Софене раньше, чем в других армянских землях, было введено денежное обращение и начала чеканиться местная монета. Монетный двор находился в столице царства Аршамашате. На сегодня имеется множество коллекций монет, вычеканенных армянскими правителями Софены, начиная с середины III век до н. э.

## Цари Софены
- Сам I (Самос, Самес) — ок. 260 г. до н. э.
- Аршам — 260—228 гг. до н. э.
- Ксеркс, сын Аршама — ок. 220 до н. э.
- Абдисар[англ.] — сын Ксеркса Ервандуни — ок. 210 до н. э.
- Зарех — стратег с 200 г. до н. э., царь с 190 г. до н. э.
- Митробузан I[нем.] — персидский сатрап, ок. 170 г. до н. э.
- Ерванд V (Оронт) — ок. 95 г. до н. э.

## Галерея
- Монета царя Сама I, 260 год до н. э.
- Монета царя Аршама I, 240 год до н. э.
- Монета царя Аршама II, 230 год до н. э.
- Монета царя Ксеркса, 220 год до н. э.

- Монета царя Абдисара, 210 год до н. э.
- Монета царя Зареха, 190 год до н. э.
- Монета царя Аркатия, ок. 190-175 гг до н. э.
- Монета царя Морфилига, 150 год до н. э.